# Zoutdiapier

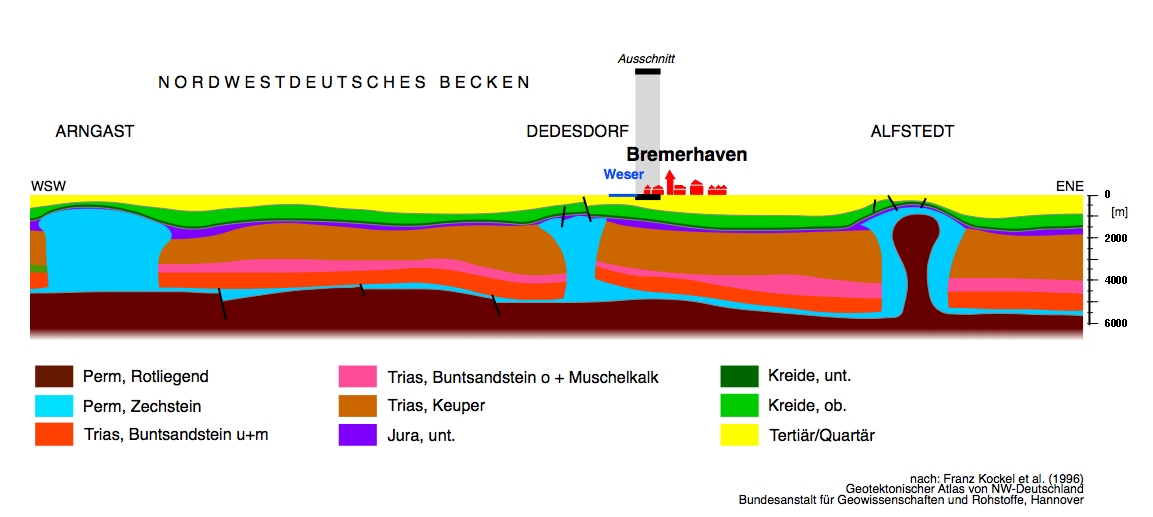
Geologisch profiel door Noord-Duitsland, waarop zoutdiapieren (in lichtblauw) te zien zijn in de Zechsteinlaag.

Een zoutdiapier, zoutpijler, zouthorst, zoutcaverne of zoutkoepel is een grote (van 100 m tot enkele km brede) paddenstoelvormige structuur in de ondergrond, die hoofdzakelijk uit steenzout bestaat.
Wanneer een zoutdiapier boven het aardoppervlak uitsteekt als een heuvel wordt ook wel gesproken van een zoutberg. Het gebeurt echter ook vaak dat een zoutdiapier aan het aardoppervlak oplost door grondwater, waardoor een gipshoed (caprock) ontstaat, een deklaag van sulfaatzouten.
Zoutdiapieren zijn in de ondergrond onder andere te vinden in het noorden van Nederland en Duitsland en onder de aangrenzende delen van de Noordzee. 

## Ontstaan
Zoutdiapieren zijn het gevolg van diapirisme, een verschijnsel dat optreedt als een zwaardere vloeistof over een lichtere ligt. De lichtere vloeistof zal in de vorm van paddenstoelvormige diapieren omhoog proberen te vloeien, door de zwaardere vloeistof heen. Doordat steenzout vergeleken bij omringend gesteente onder relatief lage druk al plastisch deformeert, kan het in de aardkorst op langere tijdschaal als een viskeuze vloeistof beschouwd worden. Als er over een laag steenzout een dik pakket gesteente en sediment ligt (dit heeft een hogere dichtheid dan zout) zal het zout gaan vloeien en zullen diapieren gevormd worden.

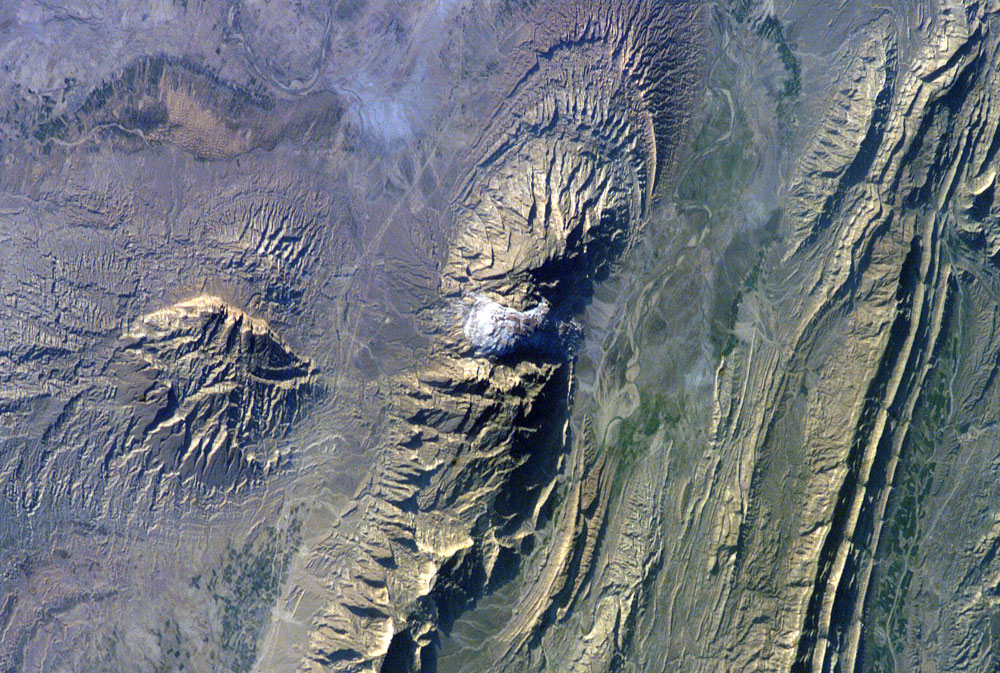
Satellietfoto van een bergketen in het Zagrosgebergte, waarop zout te zien is (het witte gebied in het midden en de heuvel aan de rechterkant)

## Voorkomen in West-Europa
In Noord-Nederland en Duitsland komen zoutdiapieren voor, die gevormd worden door zout afkomstig uit het geologisch tijdvak Zechstein (ongeveer van 270 tot 251 Ma). In die periode maakte West-Europa deel uit van het supercontinent Pangea: waar tegenwoordig de Noordzee ligt lag destijds een ondiepe, niet met de oceaan verbonden binnenzee (de Zechsteinzee). Er heerste een droog woestijnklimaat, waardoor de zee bloot stond aan extreme verdamping, zodat (net als tegenwoordig in bijvoorbeeld de Dode Zee gebeurt) evaporieten werden afgezet. Deze evaporieten bestonden voornamelijk uit zout. Met het verstrijken van de tijd is dit zout bedekt geraakt met een dikke laag andere sedimenten (op sommige plekken tegen de 6 km dik), waardoor de druk op het zout toenam met uiteindelijk diapirisme tot gevolg. Het zout komt tot een paar honderd meter onder het oppervlak omdat het slechts stijgt tot het niveau waarop de dichtheid van het sediment gelijk is aan de eigen dichtheid.

## Economisch nut
Het steenzout dat de diapieren vormt is meestal impermeabel. Het is daardoor een uitstekend afsluitingsgesteente voor olie en gas en daardoor van belang voor de olie-industrie. Ook diapieren kunnen onder bepaalde omstandigheden als afsluiting dienen. Als het zout door de bovenliggende gesteentelagen naar boven beweegt, heeft het namelijk de neiging deze lagen om te buigen, waarbij rondom de diapier een kleine syncline in het omliggende gesteente ontstaat. Doordat de diapier naar boven toe uitdijt, kan tegen de diapier olie of gas klem komen te zitten tussen het zout en een omgebogen ondoordringbare gesteentelaag. Als er boven de diapier ondoordringbare gesteenten liggen kunnen deze door de druk van onderen worden geplooid tot een dome. Ook hier kan olie of gas klem komen te zitten. Zowel onder de Noordzee als in de Golf van Mexico hebben dit soort aan zoutdiapieren gerelateerde reservoirs een belangrijk aandeel in de totale olie- en gasvoorraad.
In een bestaande zoutdiapier bij Heiligerlee is door de Nederlandse Gasunie een stikstofbuffer aangelegd. Hier wordt stikstof ingepompt en opgeslagen. Op termijn zal meer buitenlands en daarmee hoogcalorisch aardgas worden ingevoerd. Dit gas heeft een andere samenstelling en door stikstof bij te mengen wordt dit buitenlandse gas geschikt gemaakt voor Nederlandse huishoudens. Dit project zal voor het winterseizoen van 2012 in bedrijf komen. In Zuidwending gaat ondergrondse gasopslag in zoutcavernes in 2010 in productie.
Op sommige plekken wordt het zout gewonnen voor gebruik als keukenzout.
Zoutdiapieren zijn door de ondoordringbaarheid van het zout ook wel genoemd als mogelijke plekken voor de opslag van kernafval. Het idee is een ondergrondse opslagruimte te boren in een diapier. Door het vloeigedrag van het zout zal de ruimte zich  vanzelf langzaam sluiten nadat het kernafval erin geplaatst is. Het nadeel hiervan is dat voor de langere termijn het vloeigedrag van zout het risico meebrengt, dat het kernafval aan de oppervlakte terechtkomt. Bij het Duitse Asse is in de zoutmijn Asse II bijvoorbeeld sinds de jaren 60 radioactief afval opgeslagen. Wegens problemen met zoutvloei en toestroom van grondwater heeft de regering van Nedersaksen inmiddels besloten deze bergplek voor radio-actief afval niet langer te gebruiken.
Ondergrondse waterstofopslag in zoutdiapieren kan functioneren als grid opslag van energie die noodzakelijk is voor de waterstofeconomie. Dit wordt vanaf 2022 in de praktijk gebracht in de ondergrondse opslag te Etzel, gemeente Friedeburg in Oost-Friesland.